# Cabinet Seehofer II
Pour les articles homonymes, voir Cabinet Seehofer.
État libre de Bavière
Seehofer I Söder I
Le cabinet Seehofer II (en allemand : Kabinett Seehofer II) est le gouvernement du Land de Bavière entre le 10 octobre 2013 et le 21 mars 2018, durant la dix-septième législature du Landtag.

## Coalition et majorité
Dirigé par le ministre-président chrétien-social sortant Horst Seehofer, ce gouvernement est constitué et soutenu par la seule Union chrétienne-sociale en Bavière (CSU). Seule, elle dispose de 101 députés sur 180, soit 56,1 % des sièges au Landtag.
Il est formé à la suite des élections législatives régionales du 15 septembre 2013.
Il succède donc au cabinet Seehofer I, constitué et soutenu par une « coalition noire-jaune » entre la CSU et le Parti libéral-démocrate (FDP).
Au cours du scrutin, la CSU enregistre un progrès de l'ordre de trois points qui lui permet de retrouver la majorité absolue des sièges, dont elle avait déjà disposé sans discontinuer entre 1962 et 2008. À l'inverse, le FDP s'effondre et perd sa représentation parlementaire.
Étant désormais capable de gouverner sans allié, Horst Seehofer est reconduit dans ses fonctions par le Landtag et constitue un cabinet de 11 ministres dont cinq femmes. Après une parenthèse de cinq ans, il confie de nouveau les fonctions de vice-ministre-président à une femme, sa successeure au ministère fédéral de l'Agriculture Ilse Aigner.

## Composition
- Les nouveaux ministres sont indiqués en gras, ceux ayant changé d'attribution en italique.

| Poste                                                                                                   | Nom | Nom                                                      | Parti |
| --- | --- | -------------------------------------------------------- | ----- |
| Ministre-président                                                                                      |     | Horst Seehofer (jusqu'au 13/03/2018)                     | CSU   |
| Première vice-ministre-présidente Ministre de l'Économie, des Médias, de l'Énergie et de la Technologie |     | Ilse Aigner                                              | CSU   |
| Deuxième vice-ministre-président Ministre de l'Intérieur, des Travaux publics et des Transports         |     | Joachim Herrmann                                         | CSU   |
| Ministre de la Justice                                                                                  |     | Winfried Bausback                                        | CSU   |
| Ministre de l'Enseignement, de l'Éducation, de la Science et des Arts                                   |     | Ludwig Spaenle                                           | CSU   |
| Ministre des Finances, du Développement régional et de la Patrie                                        |     | Markus Söder                                             | CSU   |
| Ministre de l'Environnement et de la Protection des consommateurs                                       |     | Marcel Huber (de) (jusqu'au 05/09/2014) Ulrike Scharf    | CSU   |
| Ministre de la Santé et des Soins                                                                       |     | Melanie Huml                                             | CSU   |
| Ministre de l'Alimentation, de l'Agriculture et des Forêts                                              |     | Helmut Brunner                                           | CSU   |
| Ministre du Travail, des Affaires sociales, de la Famille et de l'Intégration                           |     | Emilia Müller                                            | CSU   |
| Ministre des Affaires fédérales, avec attributions spéciales Directeur de la chancellerie régionale     |     | Christine Haderthauer (jusqu'au 01/09/2014) Marcel Huber | CSU   |
| Ministre des Affaires européennes et des Relations régionales                                           |     | Beate Merk                                               | CSU   |